# Momentum Mozgalom
A Momentum Mozgalom (rövidítve Momentum vagy MOMO), egy centrista magyar politikai párt. 2017 márciusában alakult, alapítója és legtovább hivatalban lévő elnöke Fekete-Győr András. A szervezet országos ismertségre a 2017 januárjában indult NOlimpia-kampánnyal tett szert, ami a 2024. évi nyári olimpiai játékok budapesti megrendezéséről szóló népszavazási kezdeményezés volt, amely végül a magyar olimpiai pályázat visszavonásához vezetett. Ifjúsági szervezete a Momentum TizenX.
A Momentum a 2019-es választások során bekerült az Európai Parlamentbe, ahol az ALDE pártcsalád, valamint a Renew Europe frakció tagja volt egy ciklusán át két képviselővel, Cseh Katalinnal és Donáth Annával. A 2022-es választáskor bekerültek az Országgyűlésbe is: ismert képviselői többek között Hajnal Miklós, Lőcsei Lajos, Orosz Anna és Tompos Márton (utóbbi a párt elnöke is volt 2024–2025 között). További ismert politikusai még Kerpel-Fronius Gábor volt főpolgármester-helyettes, valamint Soproni Tamás polgármester is.

## Története
A Momentum országosan akkor vált ismertté, amikor 2017 januárjában – még egyesületként – benyújtott egy, a 2024. évi nyári olimpiai játékok budapesti megrendezéséről szóló népszavazási kezdeményezést, amelyre 266 151 db támogató aláírást szedtek össze. A kezdeményezéshez tartozó aláírásgyűjtési kampány NOlimpia néven vált ismertté és végül az olimpiai pályázat visszavonásához vezetett. Párttá alakulása után a Momentum gyors növekedésnek indult és országos hálózatot épített ki, melynek eredményeként jelenleg minden megyében rendelkezik alapszervezettel és tagjainak száma jelenleg[mikor?] körülbelül 4000-re tehető. Számos rendezvény köthető a Momentum nevéhez, melyek között szerepelt a jelentős tömeget megmozgató 2017. május elsejei felvonulás, valamint a kevésbé sikeres és különféle értelmezési kérdéseket felvető Nyitás Fesztivál is Bodajkon.
A 2018-as magyarországi országgyűlési választásokon a Momentum a lehetséges maximum 106-ból összesen 97 országos egyéni választókerületben (OEVK) indított képviselőjelölteket, aminek köszönhetően országos listával is indulni tudott. A század folyamán ez az első olyan párt, amely első megmérettetésére készülve az OEVK-k több mint 90 százalékában tudott jelöltet indítani. Magukat az akkori legerősebb parlamenten kívüli pártként határozták meg, legfőbb céljuknak pedig az Orbán-kormány leváltásának elősegítése és a parlamentbe való bejutás mellett a teljes politikai generáció- és kultúraváltást tekintették. Kampányuk fő üzenete: „Van remény!”. A párt – bár az állami támogatás eléréséhez szükséges 1 százalékos minimumot elérte – az 5 százalékos parlamenti bejutási küszöb alatt maradva 3,06 százalékos eredménnyel végzett, így parlamenti mandátumot nem szerzett. Ezt követően – korábbi ígéretüknek megfelelően, miszerint ha nem jutnak be, a vezetőség távozik – a párt elnöksége egységesen lemondott.
A párt a 2019-es európai parlamenti választáson is elindult, immár a Guy Verhofstadt által vezetett Liberálisok és Demokraták Szövetsége Európáért Párt (ALDE) pártcsalád teljes jogú tagjaként, ahová 2018 novemberében nyertek felvételt. Az ALDE 2019. március 2-án tartott kampánynyitó rendezvényén Cseh Katalint, a Momentum EP listavezetőjét is megnevezte, mint a pártcsalád hét legjelentősebb jelöltjének („Team Europe”) egyikét. A választáson a szavazatok 9,9 százalékával a harmadik legerősebb pártként végeztek így két képviselőt is küldhetett az Európai Parlamentbe. 2019-ben a pártnak 825 tagja volt.
A Liberális Internacionálé (LI) 2022. június 30. és július 4. között tartott szófiai kongresszusán a párt megfigyelői státuszt kapott a szervezetben.
A 2024-es európai parlamenti választáson a pártnak már nem sikerült mandátumot szereznie, ezért Donáth Anna pártelnök az elnökséggel együtt lemondott. Ugyanekkor Fekete-Győr András korábbi pártelnök bejelentette, hogy újra indul az elnökségért. A párt július 7-i tisztújításán végül Tompos Mártont választották új pártelnöknek.
2024. november 25-én a parlament megszavazta Fekete-Győr András képviselői mandátumának megszűnését, miután Fekete-Győrt egy év börtönbüntetésre ítélték, két év próbaidőre felfüggesztve csoportosan, társtettesként elkövetett hivatalos személy elleni erőszakért, amiért évekkel korábban egy Parlament előtti tüntetésen füstgránátot dobott a rendőrsorfal felé, mindenféle személyi sérülés nélkül. Az ítélet következtében összeférhetetlenség lépett fel a mandátum birtoklása és az ítélet meghozatala miatt. Fekete-Győr ezúttal is a kormányt bírálta az intézkedés kapcsán.
2025. január 15-én Tompos Márton pártelnök bejelentette a párt belső nyilvánosságának, hogy a Momentum elindul a 2026-os országgyűlési választásokon. Később, egy interjújában meg is erősítette és hozzátette, készek összefogni a Szikra Mozgalommal, a Kutyapárttal, és a TISZA Párttal is. Rá néhány hónappal, Fekete-Győr András volt pártelnök viszont javaslatot tett arra, hogy a párt ne induljon a 2026-os országgyűlési választásokon, ezzel elősegítve az esetleges kormányváltást.
2025. június 7-én a teljes párt az indulás ellen szavazott, ami azt jelenti, hogy a 2026-os országgyűlési választásokon a párt sem listát, sem egyéni képviselőket nem indít, tehát frakciója sem lesz a 2026-30-as ciklusban. Ebbe belejátszhat, hogy az évek során a párt csak alkalmilag tudott jelentősebb tömegeket megmozgató kampányokat kezdeményezni, miközben többször is vitatható vagy ellentmondásos politikát vitt, a TISZA Párt 2024-es feltűnése és népszerűsége pedig eljelentéktelenítette a pártot a politikai színtéren. A párt több politikusa, mint Gelencsér Ferenc, majd Fekete-Győr András is arról beszélt, hogy 2025 tavasza során többször is megkörnyékezték őket Fidesz közeli szereplők, jelentős pénzügyi támogatást ígérve, ha indulnak a 2026-os országgyűlési választásokon, amivel a TISZA Párt esélyeit gyengíthették volna. A Fidesz tagadott minden ilyen állítást.
2025. július 15-én Tompos Márton bejelentette, hogy családi okok miatt lemond a pártelnökségről, de a párt tagja, országgyűlési képviselője és frakcióvezető-helyettese marad; a helyére Rózsa András zuglói polgármestert javasolta.
Berg Dániel, a párt II. kerületi alpolgármestere 2025 júliusában betegszabadságra ment, miután kiderült, hogy részegen randalírozott még az év májusában a Marczibányi Téri Művelődési Központ kávézójában. Utóbb Berg elnézést kért a viselkedéséért, majd le is mondott pozíciójáról.

## Szervezeti felépítése
A Momentum Mozgalom legfőbb döntéshozó testülete a Küldöttgyűlés, az operatív vezetői teendőket pedig a hét tagból álló Elnökség látja el. Ezek mellett működik a Választmány, amelynek szerepét az Alapszabály nem szabályozza, a gyakorlatban azonban fontos szereppel bír a jelöltek jóváhagyásának folyamatában és a Küldöttgyűlés üléseinek előkészítésében. 2018. január 26-án alapították meg a Párt az ifjúsági szervezetét, a Momentum TizenX-et.
A párt elnöke 2017-es alapításától 2021-es lemondásáig Fekete-Győr András jogász volt, a párt egyik alapítója, a NOlimpia-kampány egyik arca, aki egyben a szervezet országos listavezetője is volt a 2018-as és a 2022-es országgyűlési választásokon is. Fekete-Győr 2021 októberi lemondását követően a párt ideiglenes ügyvezető elnöke Orosz Anna, Budapest XI. kerületének önkormányzati képviselője és alpolgármestere, egyben a szervezet alelnöke lett. Az ezt követő novemberi tisztújításon a Küldöttgyűlés a három induló közül 57 százalékkal Donáth Annát, a párt Európai Parlamenti képviselőjét választotta elnöknek. Donáth 2022. május elején jelentette be, hogy gyermeket vár, ezért nem indul újra a pártelnöki posztért. A 2022-es tisztújításon hárman indultak a pártvezetésért: Hajnal Miklós országgyűlési képviselő, korábbi elnökésgi tag, Kerpel-Fronius Gábor főpolgármester-helyettes, és Gelencsér Ferenc országgyűlési képviselő. Gelencsért a Küldöttgyűlés végül a szavazatok kicsivel több mint 50 százalékával megválasztotta.
A 2022-es tisztújítását követően a Párt elnökségi tagjai Cseh Katalin EP-képviselő, Ilyés Márton közgazdász, Kele János közgazdász-sportújságíró, Kerpel-Fronius Gábor Budapest főpolgármester-helyettese, Mihálik Edvin önkormányzati képviselő, Szeged zöld tanácsnoka, és Paróczai Anikó kispesti önkormányzati képviselő lettek. A szervezet korábbi elnökségi tagjai voltak: Bárdi Zsuzsanna, Erzsébetváros alpolgármestere, Hajnal Miklós országgyűlési képviselő, Mándi László debreceni önkormányzati képviselő, és Tóth Endre Budafok-Tétény országgyűlési képviselője. Korábbi elnökségi tagok voltak még többek között Pottyondy Edina, Kádár Barnabás, Soproni Tamás, Dukán András Ferenc, Körömi Attila, valamint Buzinkay György és Berg Dániel is.

### Elnökei
| A Momentum Mozgalom elnökei és elnökségei 2017-es megalapításától napjainkig | A Momentum Mozgalom elnökei és elnökségei 2017-es megalapításától napjainkig | A Momentum Mozgalom elnökei és elnökségei 2017-es megalapításától napjainkig | A Momentum Mozgalom elnökei és elnökségei 2017-es megalapításától napjainkig | A Momentum Mozgalom elnökei és elnökségei 2017-es megalapításától napjainkig | A Momentum Mozgalom elnökei és elnökségei 2017-es megalapításától napjainkig | A Momentum Mozgalom elnökei és elnökségei 2017-es megalapításától napjainkig | A Momentum Mozgalom elnökei és elnökségei 2017-es megalapításától napjainkig |
| # | Elnök                                                                        | Portré                                                                       | Hivatal kezdete                                                              | Hivatal vége                                                                 | Időtartam                                                                    | Az Elnökség tagjai | Forr.                                                                        |
| --- | ---------------------------------------------------------------------------- | ---------------------------------------------------------------------------- | ---------------------------------------------------------------------------- | ---------------------------------------------------------------------------- | ---------------------------------------------------------------------------- | --- | ---------------------------------------------------------------------------- |
| 1 | Fekete-Győr András (1989– )                                                  |                                                                              | 2017. március 4.                                                             | 2021. október 10.                                                            | 4 év, 220 nap                                                                | Cseh Katalin Dukán András Ferenc Kádár Barnabás Orosz Anna Pottyondy Edina Soproni Tamás1Berg Dániel Buzinkay György Donáth Anna2 Hajnal MiklósBárdi Zsuzsanna Hajnal Miklós Ilyés Márton Körömi Attila Mándi László Orosz Anna3 Tóth Endre | [ 43 ] [ 44 ] [ 45 ] [ 46 ] [ 47 ]                                           |
| ü | Orosz Anna (1989– ) ügyvezető elnök                                          |                                                                              | 2021. október 10.                                                            | 2021. november 21.                                                           | 42 nap                                                                       | Bárdi Zsuzsanna Hajnal Miklós Ilyés Márton Mándi László Tóth Endre | [ 48 ]                                                                       |
| 2 | Donáth Anna (1987– )                                                         |                                                                              | 2021. november 21.                                                           | 2022. május 29.                                                              | 189 nap                                                                      | Bárdi Zsuzsanna Hajnal Miklós Ilyés Márton4 Mándi László Orosz Anna Tóth Endre | [ 49 ] [ 50 ]                                                                |
| 3 | Gelencsér Ferenc (1990– )                                                    |                                                                              | 2022. május 29.                                                              | 2024. január 28.                                                             | 1 év, 244 nap                                                                | Cseh Katalin5 Ilyés Márton Kele János Kerpel-Fronius Gábor Mihálik Edvin Paróczai Anikó | [ 51 ] [ 52 ]                                                                |
| (2) | Donáth Anna (1987– )                                                         |                                                                              | 2024. január 28.                                                             | 2024. július 7.                                                              | 161 nap                                                                      | Bedő Dávid Cseh Katalin Hajnal Miklós Orosz Anna Soproni Tamás Tompos Márton6 | [ 52 ] [ 53 ] [ 25 ]                                                         |
| 4 | Tompos Márton (1988– )                                                       |                                                                              | 2024. július 7.                                                              | hivatalban                                                                   | 1 év, 8 nap                                                                  | Bedő Dávid Lőcsei Lajos7 Posch Eszter Stummer János Ruzsics Milán Vajda Viktória | [ 55 ] [ 56 ] [ 35 ]                                                         |
| 1 Soproni Tamás volt a Momentum első alelnöke. 2 Donáth Anna a második, egyben az első női alelnök. 3 Orosz Anna a párt harmadik, egyben második női alelnöke. 4 Ilyés Márton Donáth első ciklusa alatt volt a negyedik alelnök. 5 Cseh Katalin a Momentum ötödik, egyben harmadik női alelnöke. 6 Tompos Márton a Momentum hatodik alelnöke 7 Lőcsei Lajos Tompos elnöki ciklusa alatt a jelenlegi alelnök. |                                                                              |                                                                              |                                                                              |                                                                              |                                                                              | |                                                                              |

### Tagság
A párt tagsága rendes és pártolói tagokból áll, akik a területi alapon létrehozott alapszervezetekhez tartoznak. Ezek teljes száma 2018-ban 105, amiből 95 Magyarország területén található, 10 pedig az ország határain túl. A külföldi alapszervezetek közül megalakulásakor a londoni volt a legnagyobb létszámú. A pártnak 2019-ben 825 rendes, és 1750 pártolói tagja volt.

### A párt egyéb ismert személyiségei
- Benedek Márton, a néhai Göncz Árpád köztársasági elnök unokája, korábban az Együtt politikusa[58]
- Dukán András Ferenc matematika-történelem szakos tanár, volt elnökségi tag, a párt oktatási programját kidolgozó munkacsoport tagja[59]
- Kádár Barnabás, korábbi elnökségi tag és a NOlimpia kampány koordinátora, jelenleg a párt egyik adatelemzője és külföldi kapcsolattartója[60]
- Lakatos Béla, Ács korábbi polgármestere, a párt egyéni és listás képviselőjelöltje, a Momentum roma stratégiájának egyik kidolgozója[61]
- Mécs János jogász-politológus, Mécs Imre fia[62]
- Bedő Dávid, a Momentum Hálózati igazgatója, korábbi budapesti elnöke
- Nemes Balázs közgazdász, a Momentum egyik alapító tagja, az internetadó elleni tüntetések egyik szervezője[63]
- Pintér András Gábor idegenvezető, az alternatív gyógymódokat és áltudományos tevékenységeket kritizáló Szkeptikus Társaság alelnöke,[64] a Szkeptikus Szervezetek Európai Tanácsa elnökségi tagja,[65] a The European Skeptics Podcast egyik alapítója, producere és házigazdája[66]
- Soproni Tamás nyelvész, fordító, volt alelnök, Budapest VI. kerületének polgármestere, korábban az Együtt tagjaként[67] az Együtt-PM-MSZP-DK közös jelöltje a 2014-es önkormányzati választásokon[68]
- Tompos Márton, a párt alelnöke, és az XYZ néven futó videóblogjának szerkesztő-műsorvezetője[69]
- Friewald Ruben, író, kultúrpolitikus

## Ideológia, pártprogram

### Ideológia
A párt alapvetően centrista nézeteket képvisel, elutasítja a jobb-bal és liberális-konzervatív besorolásokat, magát egyszerre nemzeti és liberális, valamint konzervatív beállítottságúnak tartja és tagsága „ideológiailag sokszínű, de meggyőzhető, vitaképes emberekből áll”. A Momentum egyaránt fontosnak tartja a nemzeti értékek védelmét és Magyarország európai egység iránti elkötelezettségét, illetve a nyugatias berendezkedésű államokhoz való közeledést a keleti típusú diktatúrák felé való nyitás helyett, támogatja a globális piacot és a szegénypárti adózási rendszert, csökkentené az ÁFA mértékét, erősítené az integrált oktatást, lazítaná a terhességmegszakítás szabályozását, egyértelműen kiáll a homoszexuálisok jogaiért, valamint enyhítené a könnyű drogok orvosi célú használatának szabályozását.
A párt megalakulása óta azt vallja, hogy a teljes jelenlegi politikai elitet le kell váltani és Magyarországon egy új politikai generációnak és vele együtt egy új politikai kultúrának kell teret adni.
A Momentum azért jött létre, hogy legyen újfajta politika közösség Magyarországon. Pontosan azért, hogy ne kelljen azokra szavazni, akik miatt itt tartunk.
A Momentum sokáig elutasított mindennemű választási együttműködést, azonban miután 97 országos egyéni választókerületben összeszedték az induláshoz szükséges 500 érvényes ajánlást, megerősítették, hogy hajlandóak bármelyik ellenzéki párt javára visszalépni, amennyiben az alábbi kritériumok teljesülnek:
- Valós matematikai esély az ellenzéki győzelemre
- Vállalható, hiteles ellenzéki jelölt
- Minden releváns ellenzéki párt ugyanúgy támogatja a jelöltet

A Momentum deklaráltan egyik legfontosabb feladatának tekinti a rendszerváltás befejezését és a politikai generáció- és kultúraváltást, valamint Magyarország tényleges bevezetését a 21. századba. Mindezt úgy tekintik megvalósíthatónak, hogy a magyar társadalom megszabadul az ideológiai harcoktól és a jobb-bal megosztottság helyett a közös célokra koncentrálva indul el a fejlődés útján.

### Pártprogramok

#### 2018-as országgyűlési választási program
A párt 2017. október 15-én mutatta be a 2018-as országgyűlési választásokra készült, Indítsuk be Magyarországot! című 363 oldalas programját, melyet egy országjárással egybekötött társadalmi párbeszéd után, több mint 100 Momentum tag és 150 külső szakértő bevonásával dolgoztak ki. Ebben részletesen bemutatják, milyen megoldásokat kínálnak Magyarország rendszerszintű problémáira. A program bevezető fejezetében három típusba sorolták a megoldási javaslataikat, a programot ,,a XXI. századi megoldások”, ,,a helyi megoldások” és a ,,a hazahozott tudás” programjának nevezték. A párt országgyűlési programja 12 fejezetből és 45 alfejezetből áll. 
A program vegyes fogadtatásban részesült a különböző sajtóorgánumok elemzéseiben. Míg a Magyar Idők szerint például „üres ígérethalmaz”, mások szerint egyes elemei figyelemre méltóak. A 168 Óra elemzésében „erős közepesre” értékelte a párt elképzeléseit az egészségügy átalakítására vonatkozóan, míg a hvg.hu által megkérdezett szakértők szerint a Momentumé a „legrészletesebb és legalaposabbnak tűnő egészségügyi program”.
Indítsuk be Magyarországot! – 2018-as országgyűlési választási program Archiválva 2018. január 26-i dátummal a Wayback Machine-ben

#### 2019-es európai parlamenti választási program
A Momentum 2019. március 2-án mutatta be a 2019-es európai parlamenti választásokra készült, Ne adjuk a jövőnket! című programját. A párt európai parlamenti választási programja 3 fejezetből és 12 alfejezetből áll:

#### 2019-es Budapest program
A Momentum 2019. március 21-én mutatta be Budapest 2.0 című programját. Bevezetője szerint „A Budapest 2.0 a Momentum jövőképe arról, hogy Budapest milyen város lehetne, ha a városvezetés aktuális politikai érdekeit háttérbe szorítva hosszú távú, jövőbe tekintő programot valósítana meg.” A program három cél köré szerveződik:
Budapest 2.0 – 2019-es Budapest program

## Választási eredményei

### Országgyűlésiválasztások
| Választás | Szavazatok száma    | Szavazatok aránya   | Mandátumok száma | Mandátumok aránya | Parlamenti szerepe  |
| --------- | ------------------- | ------------------- | ---------------- | ----------------- | ------------------- |
| 2018      | 175 229             | 3,06%               | 0 / 199          | 0%                | nem jutott be       |
| 2022      | 1 947 331           | 34,44%              | 10 / 199         | 5,02%             | ellenzék            |
| 2026      | várhatóan nem indul | várhatóan nem indul | 0 / 199          | –                 | várhatóan nem indul |

Országgyűlési képviselők:
- Bedő Dávid – frakcióvezető
- Orosz Anna – frakcióvezető-helyettes
- Tompos Márton Kristóf – frakcióvezető-helyettes
- Fekete-Győr András
- Gelencsér Ferenc
- Hajnal Miklós
- Lőcsei Lajos
- Sebők Éva
- Szabó Szabolcs
- Tóth Endre

### Önkormányzativálasztások
Momentum Mozgalom polgármesterrel rendelkező települések:
- Budapest IV. kerület – Déri Tibor (2019–2022)
- Budapest VI. kerület – Soproni Tamás (2019–)
- Budapest XIV. kerület ― Rózsa András (2024–)
- Cserszegtomaj – Elekes István (2019–2024)
- Baja – Nyirati Klára (2019–2023)

### Európai parlamentiválasztások
| Választás | Szavazatok száma | Szavazatok aránya | Mandátumok száma | Európai parlamenti csoport | Európai párt                                        |
| --------- | ---------------- | ----------------- | ---------------- | -------------------------- | --------------------------------------------------- |
| 2019-es   | 344 512          | 9,93%             | 2/21             | Újítsuk meg Európát        | Liberálisok és Demokraták Szövetsége Európáért Párt |
| 2024-es   | 169 082          | 3,70%             | 0/21             | –                          | –                                                   |

A 2019-ben megválasztott két képviselő: Cseh Katalin és Donáth Anna.

## Tevékenysége

### NOlimpia-kampány

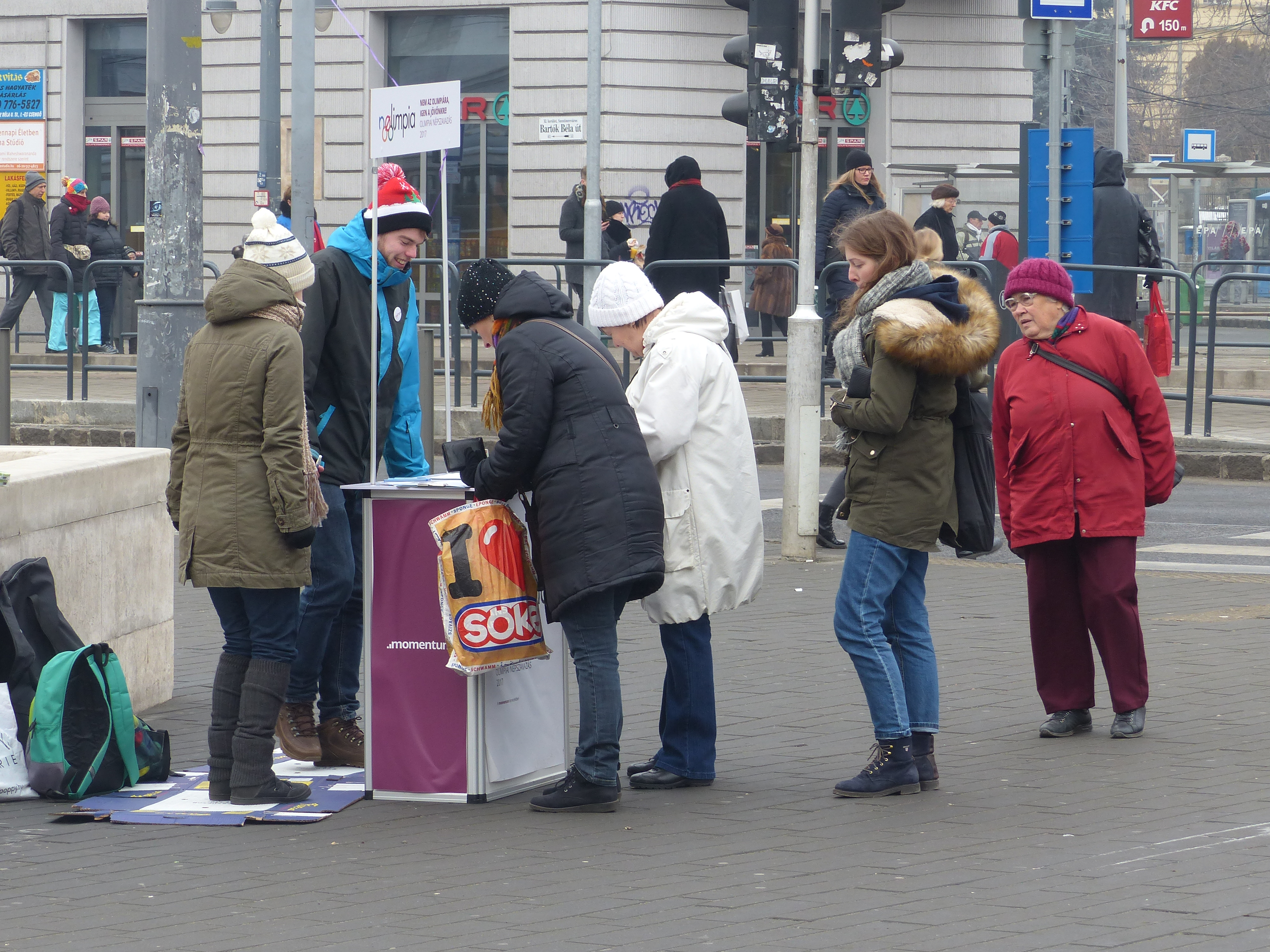
Aláírásgyűjtés a Móricz Zsigmond körtéren

2017. január 19-én a párt (akkor még egyesületként) aláírásgyűjtést kezdett egy (budapesti) népszavazás kiírásához. A népszavazási kezdeményezés célja a budapesti 2024. évi nyári olimpiai és paralimpiai játékok megrendezésére irányuló pályázat visszavonása volt. A szavazáson a kérdés pontos megfogalmazása a következő lett volna: „Egyetért-e Ön azzal, hogy Budapest Főváros Önkormányzata vonja vissza a 2024. évi nyári olimpiai és paralimpiai játékok megrendezésére irányuló pályázatát?". Sok olyan is aláírta, aki szeretett volna Olimpiát Budapesten, de azt is szerette volna, hogy népszavazás döntsön erről.
A népszavazás kiírásához 30 nap alatt – február 17-ig – 138 ezer érvényes aláírást kellett összegyűjteni. Az első tíz nap alatt legalább 70 ezer aláírást gyűjtött össze a Momentum Mozgalom és a kampányát támogató pártok (Együtt, LMP, Párbeszéd). Az MKKP plakátokkal támogatta a mozgalom népszavazási tervét. A Momentum 180-200 ezer aláírást kívánt összegyűjteni annak érdekében, hogy biztos meglegyen a helyi népszavazás kiírásához szükséges mennyiségű érvényes szignó. Egy országos népszavazási kezdeményezéssel ellentétben otthon kinyomtatott aláírásgyűjtő ívekkel bárki gyűjthetett aláírást és ezzel a lehetőséggel sokan éltek is! A Momentum Mozgalom képviselői 2017. február 17-én 266 151 aláírást nyújtottak be a Fővárosi Választási Irodának.
Az aláírásgyűjtés során több esetben került sor a mozgalom, illetve a kezdeményezést támogató pártok aktivistái elleni tettleges támadásokra.
Február 22-én Orbán Viktor kormányfő, Borkai Zsolt, a MOB elnöke és Tarlós István, Budapest főpolgármestere azt a döntést hozták, hogy Budapest visszalép a pályázattól. A kormány határozatot hozott, amelyben felkérik a Fővárosi Közgyűlést és a MOB elnökét, hogy az olimpia megrendezésére irányuló pályázatot vonja vissza. A határozatban a korábban létrejött egység felbomlását állapították meg. A visszalépésről formálisan a Fővárosi Közgyűlés rendkívüli ülésen döntött. Egy sikeres olimpiarendezés alapja kizárólag a politikai erők közötti legalább minimális egyetértés lehet.
| Vélemények a kezdeményezésről |
| --- |
| - Több ismert közéleti személyiség, köztük Sólyom László volt köztársasági elnök, Jeszenszky Géza, az Antall-kormány külügyminisztere is aláírta a NOlimpia gyűjtőívét. - Chikán Attila az első Orbán-kormány gazdasági minisztere „hibátlanul értelmes kezdeményezésnek” nevezte az aláírásgyűjtést. Szerinte fontos, hogy „ne csak akkor lehessen népszavazást rendezni, amikor a kormánynak éppen kedve van hozzá.” - Orbán Viktor: "A Momentum Mozgalom álomgyilkosságot követett el. Nem drágállotta, hogy egyesek olimpiai álmainak meggyilkolásával törjön be a politikába." - Gundel Takács Gábor a BOM szóvivője a Momentum kezdeményezése miatt történő esetleges visszalépésről: „Szerintem hülyét csinálnánk magunkból a világ előtt. Azt üzennénk, hogy merünk kicsik, jelentéktelenek lenni”. - A Budapest 2024 olimpiai és paralimpiai pályázat sportolói bizottsága nyilatkozatában úgy fogalmazott a Momentum Mozgalom aláírásgyűjtésének sikere miatt előállt helyzetről, hogy: „Leírhatatlanul szomorúak és csalódottak vagyunk. Hatalmas veszteség érte hazánkat azzal, hogy véget ért a magyar olimpiai és paralimpiai álom. Egy egyedülálló világverseny hajrájában kényszerültünk arra, hogy feladjuk a küzdelmet.” - Parragh László a Magyar Kereskedelmi és Iparkamara elnöke : "Az üzleti közösség végtelenül csalódott, mert ettől a generációtól ellopták azt a lehetőséget, hogy Magyarország olimpiát rendezzen. A következő 50 évben erre nem lesz ugyanis lehetőség." |

### Ügynökakták nyilvánosságra hozása
Célul tűzték ki az ügynökakták titkosításának feloldását illetve visszaszerzését Oroszországtól, nyilvánossá és online kereshetővé tételét, valamint az érintettek eltiltását az állami pozícióktól.

### Újabb népszavazás-kezdeményezések
2017 áprilisában bejelentették, hogy két újabb népszavazást kezdeményeznek:
- a CEU ügyében, az eredeti állapot visszaállítására
- kettőnél többször senkit se lehessen miniszterelnöknek választani (ez pillanatnyilag Gyurcsány Ferencet és Orbán Viktort érintheti).

A Kúria egyik népszavazási kezdeményezést se ítélte jogszerűnek.

### Állítsuk meg Orbánt és Moszkvát!-kampány
2017 áprilisában a kormány „Állítsuk meg Brüsszelt!” plakátkampányára válaszul a párt aktivistái 14 városban átragasztották a plakátok feliratait „Állítsuk meg Orbánt!” és „Állítsuk meg Moszkvát!” feliratokra, mert a párt szerint „Orbán Viktor Oroszországhoz akarja csatolni Magyarországot.”

### Indítsuk be Magyarországot!-kampány
A kormány „Állítsuk meg Brüsszelt!” kampányára válaszul 2017. május 1-én „Indítsuk be Magyarországot!” címmel ellenkampányt indítanak.

### Európához tartozunk tüntetés
2017. május 1-jén, Magyarország Európai Unióhoz való csatlakozásának évfordulóján tízezres tüntetést rendezett „Európához tartozunk” jelmondattal. A tömeg a Szabadság térről a Hősök terére vonult, ahol beszédet mondott Soproni Tamás, Pottyondy Edina és Fekete-Győr András.

### Az Origo szerkesztőségében
2017. május 18-án az Origo.hu cikket közölt, melyben azt állította, hogy a Momentum tagjai egyrészt Soros Györgyhöz köthetők, másrészt pedig milliós fizetéseket vettek föl hallgatói önkormányzati képviselőként. Ezt követően Fekete-Győr András és néhány társa engedély nélkül behatolt az Origo irodájába, és az ott jelenlévőkről azok engedélye nélkül felvételeket készített és tett később közzé. A Momentum közleményében úgy fogalmazott, hogy „Azért mentünk, hogy megkérdezzük Kovács Andrást és az origósokat, hogy honnan szedik a hamis információkat és miért írnak lejárató cikkeket rólunk. Beszélgetni szerettünk volna velük, hogy ők is lássák, hogy ők hús-vér embereket járatnak le, és esetleg megszólaljon a lelkiismeretük.”
A Társaság a Szabadságjogokért (TASZ) elítélte a párt akcióját: „Az Origo székhelye magánterület, oda pedig engedély nélkül senki – még a hatóságok sem – léphetnek be. Az engedély hiányát pedig nem pótolja a közérdekre való hivatkozás.” Az Origo feljelentést tett az ügyben, mert megdöbbentőnek tartották, „hogy egy magát komolynak mondó párt elnöke olyan jogsértésre vetemedik, hogy engedély nélkül betör egy magántulajdonban lévő épületbe.”